# Marv Levy
Marvin Daniel Levy (Chicago, 3 agosto 1925) è un allenatore di football americano statunitense ora ritirato che ha allenato nella National Football League (NFL) e nella Canadian Football League (CFL). Alla guida dei Buffalo Bills ha raggiunto quattro Super Bowl consecutivi all'inizio degli anni novanta. È stato inserito nella Pro Football Hall of Fame nel 2001.

## Carriera da allenatore
Levy iniziò la sua carriera da allenatore allenando le squadre sui calci dei Philadelphia Eagles, passando con lo stesso ruolo ai Los Angeles Rams nella stagione successiva. Nel 1971 passò ai Washington Redskins come allenatore degli special team. Levy successivamente lavorò come capo-allenatore per i Montreal Alouettes of the Canadian Football League per cinque stagione, conducendo la squadra a tre finali della Grey Cup, vincendone due. Levy fece ritorno nella NFL nel 1978 per allenare i Kansas City Chiefs con cui rimase per cinque stagioni prima di essere licenziato dopo la stagione 1982 accorciata per sciopero e conclusa con un record di 3-6.
A metà della stagione 1986, dopo due anni di pausa e dopo aver allenato i Chicago Blitz della defunta USFL, Levy tornò nella NFL come allenatore dei Buffalo Bills, terminando quella stagione con un record parziale di 2-5. Nel 1987, la sua prima stagione completa coi Bills, la squadra salì a un rispettabile record di 7-8, rimanendo in corsa per i playoff per la maggior parte dell'anno. L'anno successivo la squadra terminò con un record di 12–4 record vincendo il primo di sei titoli della AFC Eastern Division. Col suo rinomato attacco hurry-up offense, Levy guidò i Bills a quattro apparizioni al Super Bowl consecutive tra il 1990 e il 1993, venendo sconfitto tuttavia in tutte le occasioni: una volta dai New York Giants, una dai Redskins e due volte dai Dallas Cowboys
Dal 1988 al 1997, i Bills guidarono la AFC in percentuale di vittorie e furono secondi solo ai San Francisco 49ers nella NFL. Levy, l'allenatore più vincente della storia dei Bills, fece registrare un record di 112–70 nella stagione regolare e di 11–8 nei playoff durante le sue undici stagioni coi Bills

## Palmarès
- (4) AFC Championship (1990, 1991, 1992, 1993)
- (2) Campionati CFL (1974, 1977)
- Allenatore della NFL dell'anno per The Sporting News (1988)
- (2) Allenatore della NFL dell'anno per la UPI (1988, 1993)
- Formazione ideale della NFL degli anni 1990
- Buffalo Bills Wall of Fame
- Formazione ideale del 50º anniversario dei Buffalo Bills
- Pro Football Hall of Fame (classe del 2001)